# Biotech Training Facility

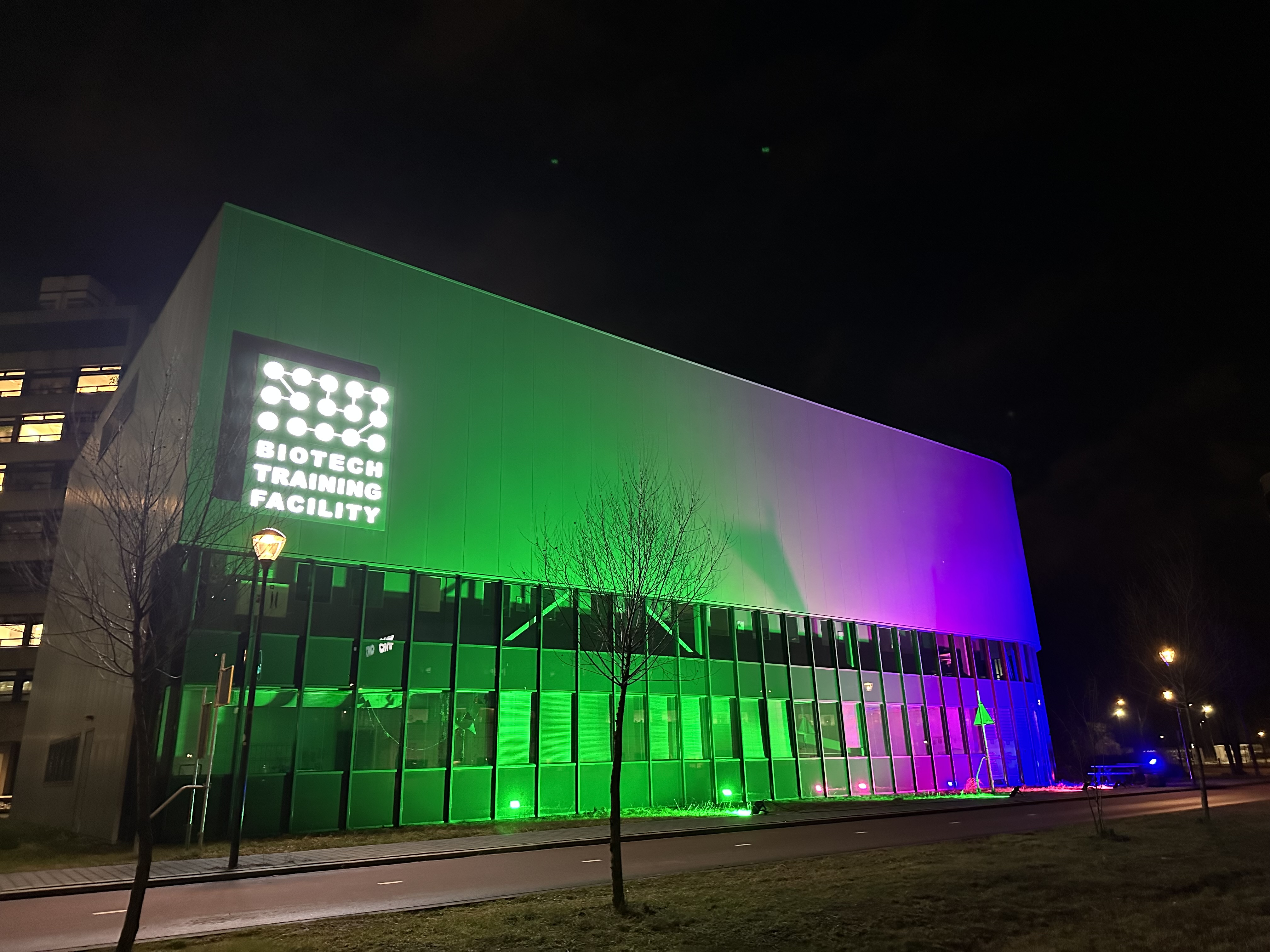
Biotech Training Facility - Leiden Bio Science Park - Rare Disease Day 2025

De Biotech Training Facility is een onafhankelijk trainingscentrum gevestigd in Leiden, Nederland, dat gespecialiseerd is in praktische opleidingen en cursussen voor de biotechnologische en farmaceutische industrie.
De faciliteit is opgericht in 2016 en richt zich op het opleiden van studenten, (toekomstige) werknemers en professionals in een realistische, GMP-gecertificeerde (Good Manufacturing Practice) omgeving, met onder andere cleanrooms, laboratoria en productieapparatuur.
De Biotech Training Facility werkt samen met bedrijven, onderwijsinstellingen en overheidsorganisaties en draagt bij aan de aansluiting tussen onderwijs en arbeidsmarkt binnen de life sciences-sector. De locatie op het Leiden Bio Science Park, een van de grootste life sciences-clusters in Europa, biedt mogelijkheden voor samenwerking met diverse kennisinstellingen en bedrijven in de regio. Daarnaast wordt de faciliteit regelmatig gebruikt voor onboarding-programma’s, bijscholing van personeel, en als testlocatie voor nieuwe technologieën of processen.